# Остерланд

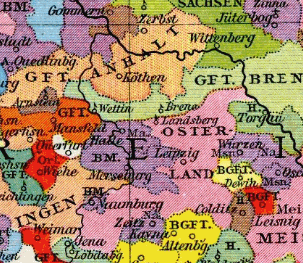
Ландсберзьке маркграфство (Остерланд) після 1260 року

Остерланд (нім. Osterland; лат. Terra Orientalis) — історичний регіон у сучасних німецьких землях Тюрингія, Саксонія та Саксонія-Ангальт. Пагорбистий ландшафт Остерланда є північним передгір'ям Західних Рудних гір, що полого спускається далі на північ до рівнин південно-східної Саксонії-Ангальт. На ньому все ще помітно деякі сліди попередньої вулканічної активності. Назва регіону походить від середньовічної Саксонської східної марки (нім. Ostmark — Остмарк).

## Історія
В 937 році територія, яка пізніше стане Остерландом, увійшла до південної частини Саксонської східної марки, яка після смерті маркграфа Геро I Залізного в 965 році була розділена на п'ять менших прикордонних марок. До них, зокрема належали Лужицька, Мерзебурзька і Цайцька марки, які усі повністю або частково перебували на території Остерланду. В XIII столітті на цій території впроваджена система користування Гавелкайнд. В цьому ж столітті виникло Ландсберзьке маркграфство.
У XIV столітті німецька колонізація, а разом з нею і початок сільськогосподарського використання земель було переважно завершено, а лісове господарство було замінено вирубкою лісів.

### Новітні часи
У виданнях з XIX ст. як пізніша назва для області Остерланд використовувалася Тюринзька марка.
Товариство дослідження історії та античності Остерланда було засновано ще в 1838 році та проіснувало до 1945 року та було відновлено в 1990 році.
З 1990-х років спостерігається рефлексія на історичний ландшафт і регіональне використання цього терміну зросло. Видання Leipziger Volkszeitung в Альтенбурзькій землі продається як Osterländer Volkszeitung (OVZ) з початку 1990-х років. У Гері є Остерландська гімназія. Існує також бренд Osterland для молочних продуктів від Milchwerke Thüringen GmbH, який належить до групи DMK.

## Географічне положення
Географічні межі території, яка позначається терміном Остерланд часто змінювались, причому західним кордоном завжди залишалась річка Заале (біля Вайсенфельса). На півночі регіон простягався аж до Лейпцига й Ейленбурга, на півдні — до Айзенберга й Борни, на сході — до Торгау. Пізніше  як природний кордон часто розглядали річку Мульде. У XIV столітті цей термін було розширено, щоб включити Пляйселанд (з Альтенбургом, Шмелльном, Меране, Поніцом і Цвікау), а також Геру та Шенбург.